# Pinòus
Pinòus (en francès Pinols) és un municipi francès del departament de l'Alt Loira, a la regió d'Alvèrnia-Roine-Alps.